# Gerd Kunath
Gerd Kunath (* 14. Juni 1930 in Herzberg am Harz; † 11. Februar 2017 in Düsseldorf) war ein deutscher Schauspieler und Theaterregisseur.

## Leben
Von 1952 bis 1955 erhielt Gerd Kunath seine künstlerische Ausbildung an der Musikhochschule Wiesbaden. Erste Verpflichtungen führten ihn nach Mainz und von 1958 bis 1960 an die Burghofbühne Dinslaken. Von 1959 bis 1961 arbeitete Kunath als Schauspieler und Regieassistent an den Düsseldorfer Kammerspielen, anschließend wirkte er am Theater am Niederrhein in Kleve und den Städtischen Bühnen Dortmund, bis er nach Dinslaken und Düsseldorf zurückkehrte, wo er erstmals auch Regie führte.
In der Spielzeit 1964/65 gab Kunath sein Debüt auf Schweizer Bühnen, als er am Stadttheater Chur engagiert war. Von 1965 bis 1969 hatte er ein Festengagement am Schauspielhaus Düsseldorf und spielte daneben gastweise am Grenzlandtheater Aachen. 1969 ging Kunath in die Schweiz zurück, wo er bis 1974 am Theater Basel in etwa 20 Rollen zu sehen war und auch inszenierte. Ab 1975 begann dann eine langjährige Zusammenarbeit mit Claus Peymann, zunächst zwischen 1975 und 1979 am Staatstheater Stuttgart, zwischen 1979 und 1986 am Schauspielhaus Bochum, anschließend bis 1999 am Wiener Burgtheater und schließlich ab dem Jahr 2000 am Berliner Ensemble. Daneben war Kunath Gast an weiteren bekannten Häusern wie den Städtischen Bühnen Nürnberg, dem Badischen Staatstheater Karlsruhe, am Schauspiel Frankfurt, an den Bühnen der Stadt Köln, in Hamburg an Schauspielhaus, Thalia Theater und Kammerspielen, erneut in der Schweiz am Theater Basel und dem Schauspielhaus Zürich, am Berliner Renaissance-Theater und bei den Salzburger Festspielen.
Unter Kunaths zahllosen Rollen waren der Hamm in Samuel Becketts Endspiel, Gajew im Kirschgarten von Anton Tschechow, Präsident von Walter in Kabale und Liebe von Friedrich Schiller und der Herzog von Buckingham in William Shakespeares Drama Richard III. Kunath spielte in verschiedenen Uraufführungen, so 1978 in Stuttgart als Kapitän in Thomas Bernhards Stück Immanuel Kant unter der Regie von Claus Peymann, 1990 am Thalia Theater als Förster Bertram in dem Musical The Black Rider von Tom Waits, William S. Burroughs und Robert Wilson, der auch Regie führte, 2001 als Professor Rose in Die Unsichtbare von Christoph Ransmayr bei den Salzburger Festspielen, erneut unter der Regie Peymanns, und bereits 1970 als Martin Luther in Dieter Fortes Martin Luther & Thomas Münzer oder Die Einführung der Buchhaltung in Basel (Regie: Kosta Spaic).
Regiearbeiten Kunaths waren unter anderem Friedrich Dürrenmatts Komödie Der Besuch der alten Dame am Stadttheater Chur und Die Kassette von Carl Sternheim in Basel. Selber wirkte Kunath als Schauspieler neben Peymann und Wilson unter weiteren bekannten Regisseuren wie George Tabori, Leander Haußmann, Werner Düggelin, Niels-Peter Rudolph oder Luc Bondy.
Über 30 Rollen spielte Kunath allein auf der Bühne des Berliner Ensembles. Seine letzte Aufgabe war die des Bonzen in Bertolt Brechts Der gute Mensch von Sezuan. Am 13. Januar 2017 stand er als Herr Gabor in Frühlings Erwachen von Frank Wedekind zum letzten Mal auf der Bühne.
Gerd Kunath war in erster Linie Theaterschauspieler und stand in seiner Laufbahn nur selten vor der Kamera oder arbeitete als Hörspielsprecher. Nach dem Tod Walter Richters wurde Kunath als Nachfolger für die Figur des Tatort-Kommissars Paul Trimmel verpflichtet. Von drei geplanten einstündigen Folgen, die außerhalb der Reihe gesendet werden sollten, wurden lediglich zwei umgesetzt (1985 Wer einmal lügt und 1986 Eine Bombenstory), da sie vom Zuschauer nicht angenommen wurden.

## Filmografie
- 1965: Das Kriminalmuseum – Das Nummernschild
- 1975: Sie kommen aus Agarthi
- 1976: Sonntag
- 1981: Die heilige Johanna der Schlachthöfe
- 1985: Wer einmal lügt…
- 1986: Eine Bombenstory
- 1987: Boran – Zeit zum Zielen
- 1988: Dortmunder Roulette
- 1990: The Black Rider
- 1990: Ach, Boris…
- 1992: Thea und Nat
- 1992: Einer zahlt immer
- 1993: Bella Block: Die Kommissarin
- 1996: Faust – Babyraub
- 1996: Nach uns die Sintflut
- 2003: Tatort – Schöner sterben
- 2003: Leonce und Lena

## Hörspiele
- 1976: Geisel-Gangster – Autor: Ray Butler – Regie: Dieter Eppler
- 1976: Operation Minerva – Autor: Alain Franck – Regie: Günther Sauer
- 1977: Schwarze Magie – Autor: Michael Dines – Regie: Dieter Eppler
- 1977: Die Reise nach Rio – Autor: Edward Crowley – Regie: Hartmut Kirste und Günter Guben
- 1978: Der Tausch – Autor: Jurij Trifonow – Regie: Heinz von Cramer
- 1979: Gespensterjagd – Autor: Rodney David Wingfield – Regie: Dieter Eppler
- 1982: Ahnsberch oder Die Räuber an der Ruhr – Autor: Jürgen Lodemann – Regie: Frank Hübner
- 1982: Die Mädchen singen tralala – Autor und Regie: Thomas Rübenacker
- 1985: Ohne Geld singt der Blinde nicht – Autor und Regie: Richard Hey
- 1990: Heute nicht! Das nächste Mal – Autorin: Barbara Strohschein – Regie: Rüdiger Kremer
- 1991: Märchen eines Tages – Autorin: Marja-Leena Mikkola – Regie: Christian Gebert
- 1992: Zwölf Jahre danach – Autor: Arnold E. Ott – Regie. Gottfried von Einem
- 1995: Seifenoper – Autor: Dietmar Guth – Regie: Gottfried von Einem